# Sigismund von Dziembowski-Pomian
Sigismund Florian von Dziembowski-Pomian (* 5. Oktober 1858 in Goranin, Kreis Gnesen; † 20. Juli 1918 in Posen) war Jurist und Mitglied des Deutschen Reichstags.

## Leben
Dziembowski besuchte das Mariengymnasium in Posen und studierte an der Schlesischen Friedrich-Wilhelms-Universität Breslau. Er promovierte 1880 in Göttingen zum Dr. iur. Als Rechtsanwalt am Oberlandesgericht Posen führte er die Verteidigung in vielen polnischen Prozessen, so in dem Wreschener Schulprozess.
Von 1903 bis 1908 war er Mitglied des Preußischen Abgeordnetenhauses und ab 1889 Stadtverordneter in Posen. Nachdem er in einer Ersatzwahl 1889 für den Wahlkreis Regierungsbezirk Posen 8 (Wreschen, Pleschen) gewählt worden war, vertrat er diesen Wahlkreis bis 1903 im Reichstag. Von 1907 bis 1912 war er Mitglied des Deutschen Reichstags für den Wahlkreis Regierungsbezirk Bromberg 4 (Gnesen - Wongrowitz) und die Polnische Fraktion.